# Chlmec
Chlmec (in ungherese Helmecke, in tedesco Bergdorf) è un comune della Slovacchia facente parte del distretto di Humenné, nella regione di Prešov.
Fu citato per la prima volta nei documenti storici nel 1451 quando apparteneva ai conti Drugeth che lo tennero fino al XVI secolo. Successivamente passò ai Szirmay, e nel XIX secolo agli Andrássy. Durante la Seconda guerra mondiale, il villaggio venne completamente incendiato.